# Rune Engsö
Oskar Rune Engsö, född 15 april 1918 i Stockholm, död 3 augusti 1996 i Stockholm, var en svensk organist i Stockholm.

## Biografi
Engsö föddes 15 april 1918 i Kungsholms församling, Stockholm. Han var son till predikanten Oskar Fabian Konstantin Andersson och Karin Amalia Nilsson. Familjen flyttade 1924 till Norrköping. Han flyttade 26 juli 1944 till Jokkmokk. Engsö var under fem år organist i Vadstena församling. Han flyttade senare till Stockholm. och blev 1963 organist i S:t Johannes församling, Stockholms stift.

## Diskografi[8]
- 1969 - Spelar på orgeln i Högalids kyrka (Fabo, P, Högalids kyrka).
- 1969 - Fyra svenska orglar - Orgeln i Kölingareds kyrka, Västergötland (Sveriges radio, Kölingareds kyrka).
- 1975 - Gamla svenska orglar 1 (BIS Records, Västra Eneby kyrka).
- 1978 - Sonat för orgel nr 1 (Opus 3 Records, Heliga Trefaldighets kyrka, Arboga).
- 1978 - Symfoni för orgel nr 5 f-moll op 42:1 (Opus 3 Records, Sankt Johannes kyrka, Stockholm).
- 1980 - Gamla svenska orglar 3 (BIS Records, Gammalkils kyrka).
- 1983 - Orgelafton i Johannes (Opus 3 Records, Sankt Johannes kyrka, Stockholm).
- 1983 -Fantasi & fuga för orgel op 29 /1909. Över koralen "Vi lova dig o store Gud" (Opus 3 Records, Kristinehamns kyrka).